# 圣西尔万
圣西尔万（法語：Saint-Sylvain，法語發音：[sɛ̃ silvɛ̃] ⓘ）是法国卡尔瓦多斯省的一个市镇，属于卡昂区。

## 地理
圣西尔万（49°3'23"N, 0°13'2"W）面积13.48 平方千米，位于法国诺曼底大区卡爾瓦多斯省，该省份为法国西北部沿海省份，北濒大西洋英吉利海峡，东北与滨海塞纳省以海上边界相接，东临厄尔省，南至奧恩省，西与芒什省接壤。
与圣西尔万接壤的市镇（或旧市镇、城区）包括：勒比叙鲁夫尔、科维库尔、苏瓦尼奥勒、瓦朗布赖。
圣西尔万的时区为UTC+01:00、UTC+02:00（夏令时）。

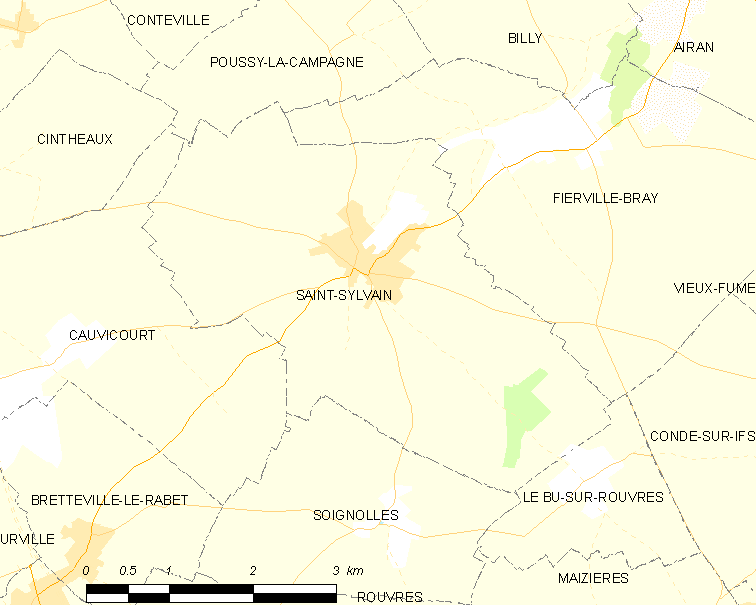
圣西尔万的OSM定位图

## 行政
圣西尔万的邮政编码为14190，INSEE市镇编码为14659。

## 政治
圣西尔万所属的省级选区为勒奥姆县。

## 人口

1962-2008年间圣西尔万人口变化图示

圣西尔万于2022年1月1日时的人口数量为1454人。